# Metopion fluens
Metopion fluens ist eine Art von heterotrophen Protozoen, die systematisch relativ isoliert steht, und als eigene Ordnung Metopiida in unsicherer Position zu den Cercozoa gestellt wird.

## Merkmale
Metopion fluens ist ein einzelliger, zweigeißeliger Zooflagellat, der keine Pseudopodien bildet. Sie bewegen sich gleitend am Substrat mit Hilfe der hinteren Geißel vor. Die beiden Geißeln entspringen in einer Grube.

## Systematik
Metopion steht innerhalb der Filosa an relativ basaler Stelle, zusammen mit Metromonas und den Chlorarachniophyta. Innerhalb der Filosa wird die Art in einer eigenen Ordnung als incertae sedis geführt: 
- Ordnung Metopiida
  - Familie Metopiidae
    - Gattung Metopion
      - Art Metopion fluens

## Belege
- Thomas Cavalier-Smith, Ema E.-Y. Chao: Phylogeny and Classification of Phylum Cercozoa (Protozoa). Protist, Band 154, 2003, S. 341–358, doi:10.1078/143446103322454112